# Scolesa nebulosa
Scolesa nebulosa är en fjärilsart som beskrevs av Lemaire 1971. Scolesa nebulosa ingår i släktet Scolesa och familjen påfågelsspinnare. Inga underarter finns listade.